# ديغ
ديغ (بالإنجليزية: digg)‏ موقع ويب 2.0 يقدم خدمة المفضلات الاجتماعية. يتيح الموقع للمستخدمين إضافة وتقييم مواضيع الأخبار و المدونات وغيرها، يضيف المستخدمون وصلات لصفحات الأخبار و المدونات من الإنترنت إلى الموقع. ديغ يشبه لحد كبير موقع ريديت.

## وصلات خارجية
- الموقع الرسمي